# اسلام‌آباد (آمل)
اسلام‌آباد یا شاهکتی روستایی است از توابع بخش دابودشت شهرستان آمل در استان مازندران ایران.

## جمعیت
این روستا در دهستان دابوی میانی قرار دارد و بر اساس سرشماری مرکز آمار ایران در سال ۱۳۸۵، جمعیت آن ۶۵۸ نفر (۱۷۳ خانوار) بوده‌است.